# Ali Price

a Compétitions nationales et continentales officielles uniquement.

b Matchs officiels uniquement.
Dernière mise à jour le 16 janvier 2024.
Alistair William Price, né le 12 mai 1993 à King's Lynn (Angleterre), est un joueur international écossais de rugby à XV évoluant en 2025 au poste de demi de mêlée au Montpellier Hérault rugby en Top 14. 

## Biographie

### Carrière en club
En novembre 2023, il est annoncé qu'il est prêté à Édimbourg Rugby pour le reste de la saison à cause de la concurrence de George Horne et de Jamie Dobie.

### Carrière internationale
Ali Price a obtenu sa première cape internationale le 26 novembre 2016 à l'occasion d'un match contre l'équipe de Géorgie à Kilmarnock (Écosse).
Le 16 août 2023, il fait partie de la liste définitive des 33 joueurs convoqués par Gregor Townsend pour disputer la Coupe du monde 2023.
Au mois de janvier 2024, il est sélectionné pour le Tournoi des Six Nations.

## Statistiques en équipe nationale
- 68 sélections (47 fois titulaire, 21 fois remplaçant)
- 30 points (6 essais)
- Sélections par année : 1 en 2016, 10 en 2017, 8 en 2018, 9 en 2019, 9 en 2020, 9 en 2021, 12 en 2022 et 8 en 2023 et 1 en 2024
- Tournoi des six nations disputés : 2017, 2018, 2019, 2020, 2021, 2022 , 2023 et 2024

### Tournoi des Six Nations
| Édition          | Rang | Résultats France | Résultats Price | Matchs Price |
| ---------------- | ---- | ---------------- | --------------- | ------------ |
| Six Nations 2017 | 4    | 3 v, 0 n, 2 d    | 2 v, 0 n, 2 d   | 4/5          |
| Six Nations 2018 | 3    | 3 v, 0 n, 2 d    | 3 v, 0 n, 2 d   | 5/5          |
| Six Nations 2019 | 5    | 1 v, 1 n, 3 d    | 1 v, 1 n, 3 d   | 5/5          |
| Six Nations 2020 | 4    | 3 v, 0 n, 2 d    | 2 v, 0 n, 2 d   | 4/5          |
| Six Nations 2021 | 4    | 3 v, 0 n, 2 d    | 3 v, 0 n, 2 d   | 5/5          |
| Six Nations 2022 | 4    | 2 v, 0 n, 3 d    | 2 v, 0 n, 3 d   | 5/5          |
| Six Nations 2023 | 3    | 3 v, 0 n, 2 d    | 1 v, 0 n, 2 d   | 3/5          |

Légende : v = victoire ; n = match nul ; d = défaite ; la ligne est en gras quand il y a Grand Chelem.

### Coupe du monde
| Édition     | Rang             | Résultats France | Résultats Price | Matchs Price |
| ----------- | ---------------- | ---------------- | --------------- | ------------ |
| Japon 2019  | Phase de groupes | 2 v, 0 n, 2 d    | 0 v, 0 n, 1 d   | 1/4          |
| France 2023 | Phase de groupes | 2 v, 0 n, 2 d    | 1 v, 0 n, 2 d   | 3/4          |

## Palmarès
- Glasgow Warriors
  - Finaliste du Pro 12/Pro14 en 2014 et 2019
  - Vainqueur du Pro 12 en 2015